# Ptilocatagonia viridescens
Ptilocatagonia viridescens là một loài ruồi trong họ Tachinidae.